# Horst Holsten
Horst Holsten (* 8. Januar 1940 in Otterstedt; † 21. April 2013 ebenda) war ein deutscher Raumfahrtingenieur.

## Leben
Holsten studierte Maschinenbau und fing 1964 als Triebwerkskonstrukteur bei der ERNO Raumfahrttechnik an. Nach der Mitarbeit am Programm der Europarakete war er von 1974 bis 1986 in Paris und Kourou mit Entwicklung und Starts der Ariane-Raketen beschäftigt. Danach bis zu seiner Pensionierung 2005 war er in Bremen der von der EADS (European Aeronautic Defence and Space Company) berufene Direktor für das Ariane 5-Programm. Holsten wurde einer der führenden Raketeningenieure Europas. Bis zu seinem Tod war er als Berater für die EADS Astrium tätig. Er wurde auch als „Vater der Ariane“ oder „Mr. Ariane“ bezeichnet.
Holsten war verheiratet und hatte zwei Kinder. Er starb überraschend am 21. April 2013 mit 73 Jahren.